# Katapult (Achterbahn)
Katapult ist die Bezeichnung eines transportablen Stahlachterbahnmodells des Herstellers Schwarzkopf GmbH. Es wurden nur fünf Anlagen dieses Typs gebaut, die alle zunächst auch unter diesem Namen reisten, später aber teilweise stationär in verschiedenen Freizeitparks unter anderen Namen betrieben wurden. Auch die noch existierenden Bahnen sind derzeit nicht mehr in Betrieb. Rein stationäre Anlagen wurden zwar geplant, aber nicht realisiert.
Die 105 Meter lange Strecke der Bahn besteht nur aus einer geneigten Kurve, die gleichzeitig als Ein- und Ausstieg dient und dem 19,6 Meter hohen Looping. Somit konnte erstmals 1980 auf einer Grundfläche von nur 22,3 m × 23,1 m, also etwa der Stellfläche für ein Karussell, eine Achterbahn mit Überschlag realisiert werden. Der Zug besteht aus neun Wagen für jeweils vier Personen in zwei Reihen, bietet also Platz für insgesamt 36 Personen. Die Fahrgäste wurden erstmals bei einer Achterbahn von Schwarzkopf mit Schulterbügeln gesichert. Angetrieben und gebremst wird über Reibräder, die durch Kardanwellen verbunden sind. Der Zug kann die Strecke sowohl vorwärts als auch rückwärts durchfahren.

## Vorkommen
| Achterbahn           | Betreiber                                                        | Land                                  | Eröffnung                          | Schließung                 |
| -------------------- | ---------------------------------------------------------------- | ------------------------------------- | ---------------------------------- | -------------------------- |
| Death Train Katapult | Marah Land Mirabilandia Luneur Park                              | Oman Italien                          | 2014 1. Juli 2006 1988 oder früher | 2016 2006 1988 oder später |
| Katapulta            | Selva Mágica                                                     | Mexiko                                | unbekannt                          | 1998                       |
| Katapultti Katapult  | Linnanmäki Morey’s Piers                                         | Finnland Vereinigte Staaten           | 1992 1980er                        | 1993 1980er                |
| Lasso Loop Katapult  | OK Corral Parque de Atracciones de Madrid Splash Zone Water Park | Frankreich Spanien Vereinigte Staaten | 1993 1990 1985                     | 2004 1993 1985–1989        |
| Silberpfeil          | Skyline Park                                                     | Deutschland                           | 1997                               | 2000                       |
| unbekannter Name     | Magic Park                                                       | Griechenland                          | 2003 oder früher                   | 2003–2008                  |

(unvollständige Auflistung – mobiler Betrieb der Anlagen ist nicht erfasst)